# 3·15대로
3·15대로(3·15-daero Road, 三·一五大路, 국도 제14호선과 국도 제79호선의 일부)는 창원시 마산합포구 월영동 월영광장과 의창구 의창동 소계광장을 잇는 창원시의 대표적인 간선도로로, 옛 경전선 철도부지를 활용하여 건설되었다. 옛 명칭은 (마산)중앙로였다.  판자촌 철거로 인한 보상문제로 공사가 잠시 지연되기도 하였으나, 경상남도 개최의 전국체전을 앞두고 있어 대회 직전인 1982년 9월에 완전히 개통하였다.
1960년 마산시 관할이었을 당시 3·15 의거를 일으킨 대표 항쟁의 도시를 상징하는 '3·15'를 도로 이름으로 명명한 것이 특징이다. 이는 2005년 당시 마산시의 도로명 사업 중간보고회를 통해 역사성과 상징성을 고려하여 도로의 명칭을 수정 제정하였기 때문이다. 실제로 이 도로가 통과하는 마산회원구 구암동과 마산합포구 동서동에는 3·15 민주묘지와 3·15의거탑이 각각 위치하고 있다.
마산 시내와 창원 입구를 연결하는 핵심적인 중추 도로이다. 그때문에 차량통행이 많아 석전교사거리 ~ 소계광장 구간에는 대중교통의 통행 흐름을 활성화하기 위해 양 끝차로에 버스전용차로가 설치 되었다. 또한 이 도로를 중심으로 마산합포구청과 마산역, 마산시외버스터미널 등의 공공기관이 밀집하고 있다.

## 역사
- 1977년 12월 15일 : 경전선 구마산역, 마산역, 북마산역 통합으로 통합마산역이 석전동으로 이전, 마산시내 통과선은 폐선
- 1978년 8월 18일 : 경전선 폐선부지를 따라 중앙로 착공
- 1980년 : 석전삼거리(석전사거리 동부 교차로)-소계광장 구간 개통
- 1982년 9월 : 월영광장-석전삼거리 구간 개통
- 2005년 12월 20일 : 마산시 도로명사업 중간 보고회를 통해 기존의 중앙로에서 3·15 의거길로 명칭 변경, 기존의 동전터널~월영광장 구간의 도로는 밤밭고개길로 독립
- 2009년 7월 10일 : 2개 이상 시·도에 걸쳐 있는 도로로 3·15대로를 고시[2]

## 주요 경유지

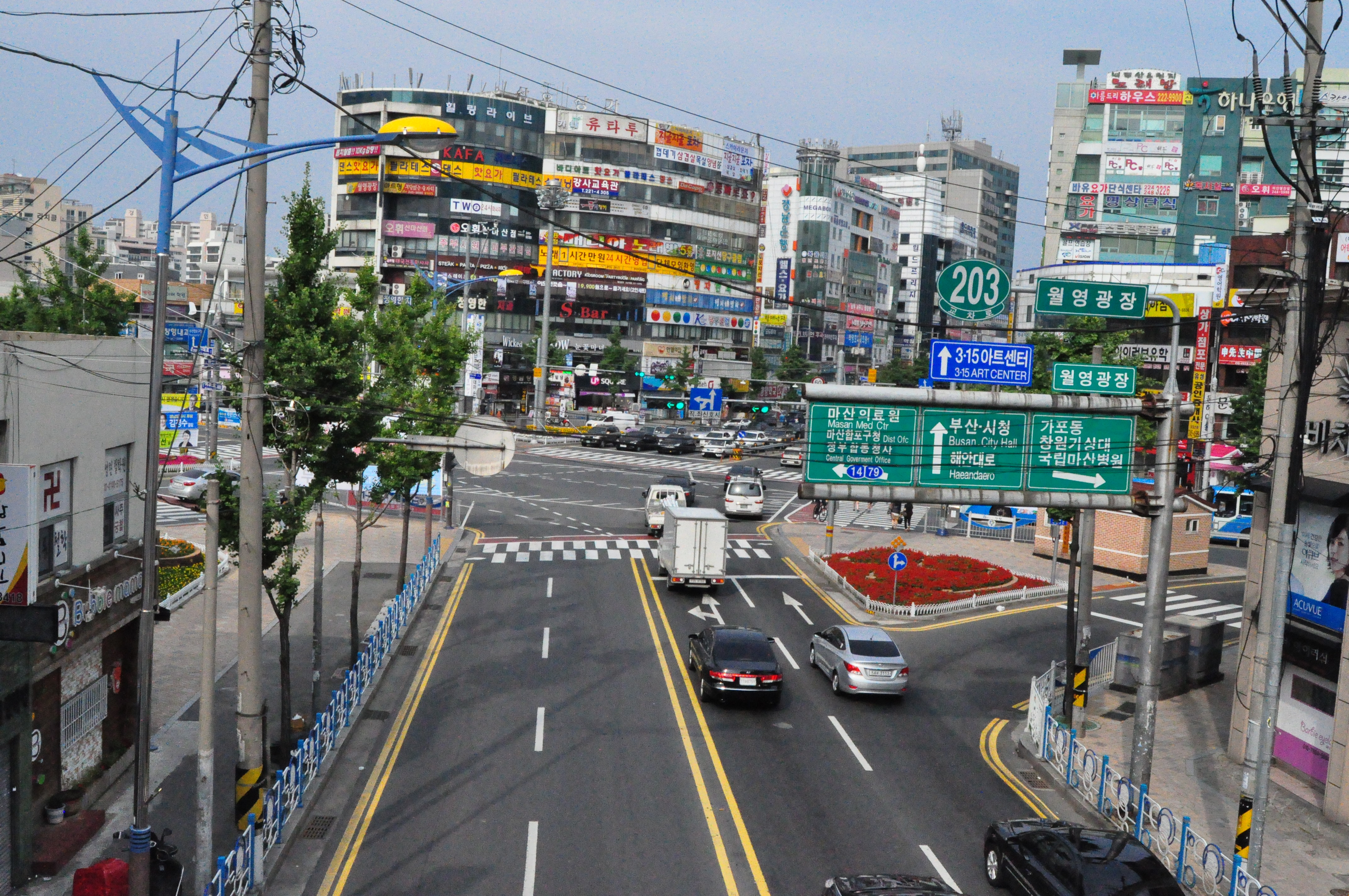
창원시 월영동 소재, 월영광장

마산 중앙로 시절에는 동전터널이 시점이었으나, 도로 명칭 개정 이후에는 동전터널~월영광장 구간이 밤밭고개로로 독립하면서 월영광장부터로 단축되었다.
- 월영광장 ~ 마산합포구청 ~ 서성광장 ~ 육호광장 ~ 석전교사거리 ~ 마산역사거리 ~ 마산시외버스터미널 ~ 동마산 나들목 ~ 소계광장(창원대로, 의창대로, 정렬대로와 접속)

## 구성

##### 차로수
- 월영광장 ~ 육호광장 : 왕복4차로
- 육호광장 ~ 소계광장 : 왕복8차로(석전교사거리 ~ 창원 소계광장 버스전용차로 2차로 설치)

##### 제한속도
- 월영광장 ~ 육호광장 : 최고 50km/h
- 육호광장 ~ 소계광장 : 최고 60km/h